# Honda Prelude
El Honda Prelude es un automóvil deportivo producido por el fabricante japonés Honda desde 1978 hasta 2001. Fue descontinuado, entre otros factores, debido a las bajas ventas, lo cual, en última instancia, ocasionó la proliferación primero de vehículos tipo pickup y más tarde los denominados SUV, contribuyendo así a la casi extinción de los cupés deportivos por el momento. También contribuyó a ello la aparición del Honda Integra de 4.ª generación a finales de 2001 y la buenas ventas obtenidas por el S2000.

## Primera generación (1978-1982)
En el año 1978 salió de la fábrica de Sayama el primer Prelude, muy similar a los otros dos modelos de Honda como el Civic y el Accord. Esta serie se caracteriza por una línea con trazos rectos, estética que sería una de las bases para diseñar la carrocería de la 5.ª generación del Prelude. Montó un motor de 1.6 L de 80 CV (59 kilovatios). En el Honda Prelude 80 trae un motor 1500 cc de 12 válvulas con enfriador de aceite, caja de velocidades de 5 velocidades y techo solar.

## Segunda generación (1983-1987)
En esta ocasión, el Prelude vio modificadas sus dimensiones: menos altura y mayor anchura, a pesar de que mantuvo el mismo concepto de línea. Además, fue la primera generación en la que los faros eran escamoteables, y fue la más vendida de todas. Este Prelude fue muy apreciado porque era bastante ligero, lo cual mejoraba la aceleración.

## Tercera generación (1988-1991)
Esta serie puede parecerse un poco a la segunda, pero hay cambios muy profundos. El más relevante de todos es la introducción del sistema 4WS (Four Wheel Steering), que permitía que las ruedas traseras girasen en el mismo o diferente sentido a las delanteras, en función del ángulo de giro del volante, ya que era un sistema totalmente mecánico. Se fabricó desde 1987 hasta 1991, y en 1990 se le hizo un restiling que se basaba en un paragolpes delantero con una parrilla similar a la de un Ferrari Testarossa y unos pilotos traseros más modernos, también se equipó con espejos eléctricos de serie y un volante con mandos intregrados; en América se le añadió un motor de 2,1 litros. Entre 1989 y 1990 también se fabricó una versión sin faros escamoteables, el INX que traía una delantera similar a la de los Accord de finales de los 80. Es el primer coche de gran producción con dirección a las cuatro ruedas, pero hay casos muy anteriores, como el Mercedes-Benz 170VL de 1936. 
La revista Road & track a finales de 1987 hizo una prueba de superdeportivos donde incluyó un Prelude Si 4ws que fuera de pronóstico hizo el eslalon más rápido que ninguno a 65.5mph/105. 4kmh superando a Corvette C4, Porsche, Ferrari, Lamborghini, etc. 
El Prelude en 1987 fue el Wheels magazine's Car del año. 
Fue un coche con récord también de   altura más baja del capó al suelo gracias a tener el motor inclinado 18°,el coche con los pilares más finos pero más resistentes de la época ya que estaban reforzados internamente con aluminio forjado, diseñado por ordenador para conseguir una excepcional seguridad en caso de impacto. También tenía el récord de visión 360° desde su interior gracias a lo anterior mencionado. 
El esquema de suspensiones estaba avanzado para la época ya que tenía suspensiones independientes en ambos ejes con dobles triángulos superpuestos, en cuanto a motor tanto bloque como culata eran de aluminio en todas sus variantes. 
En España se vendió con el motor más potente con el que se ha fabricado: el B20A7 de 2 litros y 150 CV (110 kilovatios).
Un motor de doble árbol de levas, con admisión variable e inyección multipunto secuencial PGM-EFI, con 4 válvulas por cilindro, de carrera larga pero con alta compresión 10.5:1 con lo que consigue tener mucho par disponible desde abajo hasta el corte a 7200rpm. No vibra nada gracias a tener el taco motor principal hidráulico. La dirección asistida es de endurecimiento variable en función de la velocidad y el alb(abs) de serie también en ésta variante. El manejo de la palanca de cambios es sublime ya que va por cables y no por varillas con lo que el tacto y precisión son inigualables. Los palieres tienen mismo tamaño también para evitar el torque steer. El coeficiente aerodinámico es de 0.34, bastante bueno para la época y más si contamos que tiene muy poca superficie frontal, esto sumado al gran rendimiento termodinámico del motor hacen que el consumo de combustible de esta variante sea de los más bajos de la categoría.

## Cuarta generación (1992-1996)
Esta vez, el Prelude abandonó las líneas rectas características de las series anteriores y pasó a tener un concepto más deportivo: faros agresivos, zaga más elevada, un poco más corto de longitud, algo más de anchura y una línea muy espectacular. En Europa se vendieron las versiones 2.0i de 133 CV (98 kilovatios), 2.2i VTEC de 185 CV (136 kilovatios) y 2.3i de 160 CV (118 kilovatios). En Japón, la versión más potente alcanzó los 200 CV (147 kilovatios). Por otra parte, el sistema de dirección a las cuatro ruedas (4WS joelon_h22) pasó a ser electrónico, controlado por centralita, sistema que perduraría en el Prelude 5.ª generación.

## Quinta generación (1997-2001)

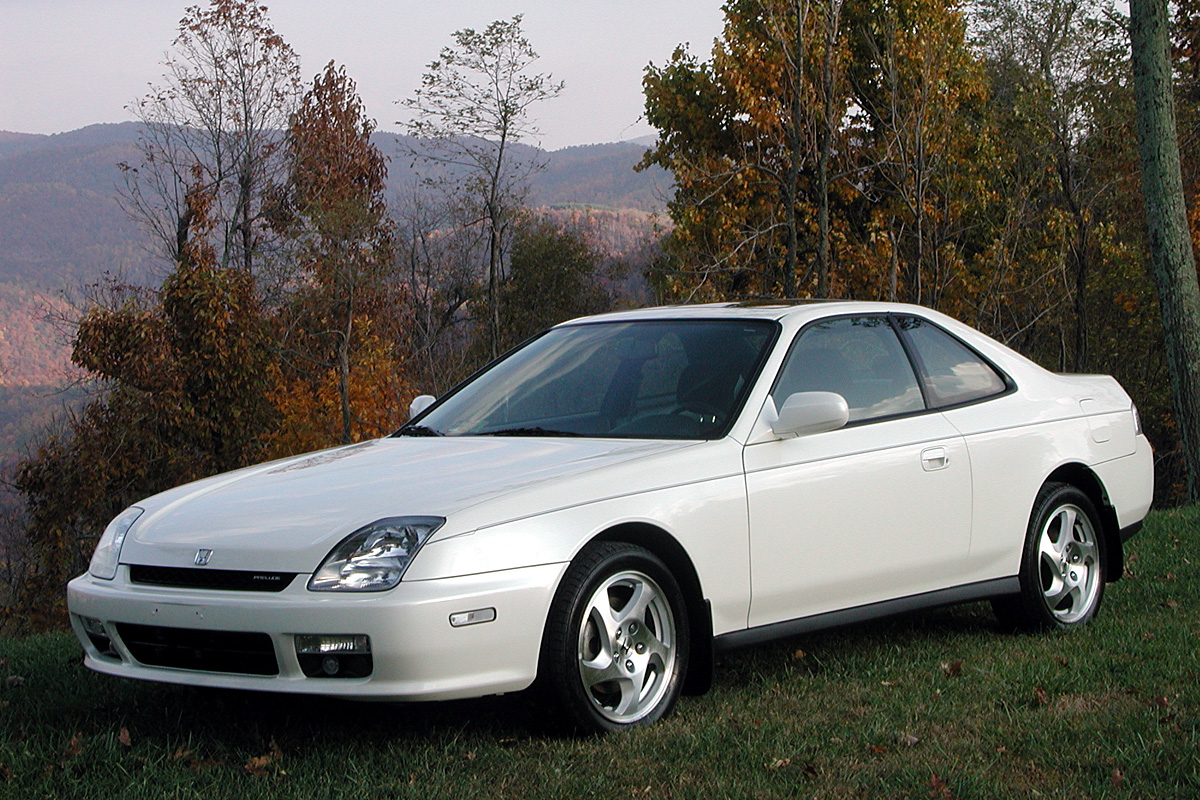
Modelo 1999 en blanco perlado

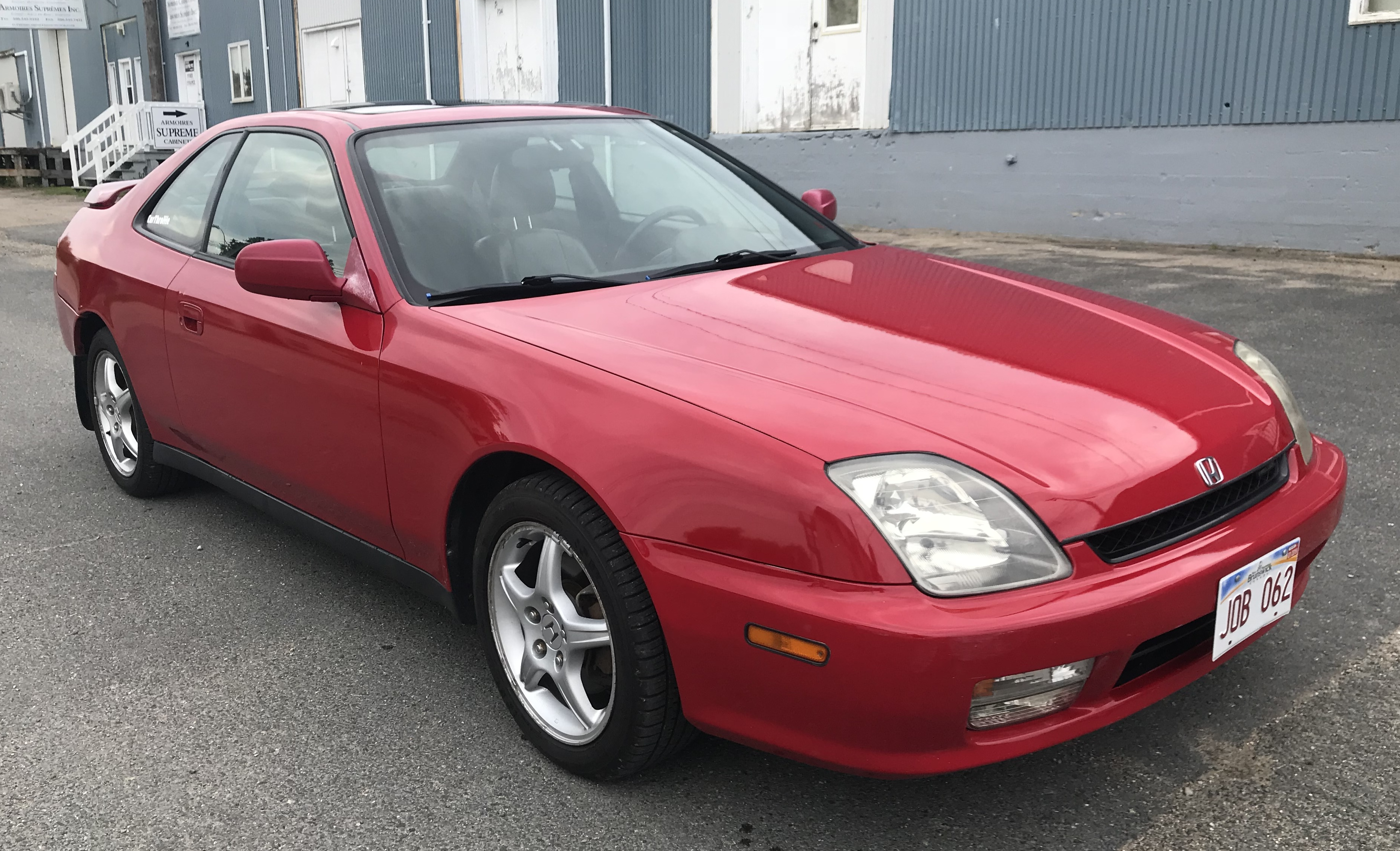
SE de 2001

Fue la última generación de este coupé de tracción delantera, con líneas rectas y menos logradas, comercializado en Europa, con motorizaciones de 2.0 de 133 CV (98 kilovatios), 2.2 VTEC de 185 CV (136 kilovatios) y 2.2 VTEC de 200 CV (147 kilovatios). En Japón hubo una versión 2.2 con de 220 CV (162 kilovatios). Todas las versiones 2.2 compartían el motor H22, ya utilizado en la cuarta generación, con diferentes configuraciones y evoluciones.
Este modelo se hizo particular al incorporar, en ciertos modelos, un sistema electrónico de control de transferencia de par motor entre las ruedas motrices llamado ATTS (Active Torque Transfer System). Otras variantes se comercializaron con la dirección electrónica en las ruedas traseras utilizada en su generación predecesora. Otra notable característica de este coupé deportivo era su suspensión independiente de brazo oscilante doble en las cuatro ruedas, característica heredada del Honda NSX y a su vez de la experiencia de Honda en Fórmula 1.